# Erica Rhodes
Pour les articles homonymes, voir Erica et Rhodes.
Erica Rhodes, née le 5 avril 1983 à Newton dans le Massachusetts, est une humoriste et actrice américaine. 

## Biographie
En 2011, elle tient le rôle principal du film érotico-horreur de Charles Band, Killer Eye: Halloween Haunt.

## Filmographie
- 2004 : Cavities (court métrage) : la fumeuse blonde
- 2004 : FilmFakers (série télévisée) : Robowoman
- 2006 : Great Performances (série télévisée)
- 2008 : The World's Astonishing News! (série télévisée) : Patricia Stallings
- 2008 : The Crack Down : la petite amie
- 2008 : DownstairsGuys (série télévisée) : Sandy
- 2008 : Upstairs Girls (série télévisée) : Sandy
- 2008 : Plague Town : Jessica Monohan
- 2009 : 18 Year Old Virgin : Angela
- 2009 : The Watch (court métrage) : Lisa
- 2010 : The Consultants (série télévisée) : Erika Lipton (3 épisodes)
- 2010 : Blindsided (court métrage) : la serveuse
- 2010 : A Prairie Home Companion Live in HD! Again! (téléfilm) : Daisy Buchanan
- 2010 : Go West : Julie
- 2011 : The Memory Game (court métrage) : Julia
- 2011 : The Theatre Bizarre : la violoncelliste
- 2011 : The Rainy Days of Timothy Grey (court métrage) : Sally Weathersby
- 2011 : Comedy Sketch TV Time, Okay? (série télévisée) : Lucian
- 2011 : Killer Eye: Halloween Haunt : Jenna
- 2011 : Untitled MF 6: Bring the Rukus : Summer
- 2011 : Javatown : Shannon
- 2011 : Big Sky : Liz
- 2012 : Waiting for Dracula : Ophilia
- 2011-2012 : 1000 Ways to Die (série télévisée documentaire) : la déesse
- 2012 : Black Dick (court métrage) : Veronica
- 2012 : Posey (court métrage) : Linda
- 2013 : In Reality (série télévisée) : Miranda
- 2013 : Long Live the Dead : Robin
- 2014 : New Girl (série télévisée) : Wendy
- 2014 : Play Nice : June Tiara
- 2014 : Hpnotiq Sparkle (court métrage) : Erica
- 2015 : TMI Hollywood (série télévisée)
- 2015 : The Platinum Plan (court métrage) : Kimmy
- 2015 : Comedy Bang! Bang! (série télévisée) : Tanya
- 2015 : Why? With Hannibal Buress (série télévisée) : la femme morte
- 2015 : Suspense (série télévisée) : Jane Kimball
- 2015 : F.Y.D. (court métrage) : Olivia
- 2016 : The Whizz (court métrage) : Glinda The Good
- 2016 : Modern Family (série télévisée) : Marianne
- 2016 : Slumber Party (série télévisée)
- 2016 : Pitch Off with Doug Benson (série télévisée) : l'invitée
- 2017 : The Off Season (série télévisée) : Laurie (5 épisodes)
- 2017 : Fameless (série télévisée) : l'actrice
- 2017 : Mulva Lends a Hand (court métrage) : Michelle
- 2017 : Veep (série télévisée) : le rendez-vous #2
- 2017 : The Off Season VR: Ship's Helm Motel (court métrage) : Laurie

## Discographie
- 2019: Sad Lemon
- 2023: Ladybug